# James Cristy
James „Jim“ Crapo Cristy, Jr (* 22. Januar 1913 in Detroit, Michigan; † 7. Juni 1989 in Kalamazoo, Michigan) war ein Schwimmer aus den Vereinigten Staaten, der eine olympische Bronzemedaille gewann.

## Karriere
James Cristy war 1932 Student der University of Michigan. Bei den Olympischen Spielen 1932 in Los Angeles erreichten mit James Cristy und Buster Crabbe zwei Schwimmer aus den Vereinigten Staaten den Endlauf über 1500 Meter Freistil. Im Finale siegte der Japaner Kusuo Kitamura vor seinem Landsmann Shōzō Makino. 25 Sekunden dahinter schwamm Cristy zur Bronzemedaille und hatte im Ziel fünfeinhalb Sekunden Vorsprung vor dem Australier Noel Ryan, Buster Crabbe wurde Fünfter.
Nach seiner Graduierung schwamm James Cristy für den Lake Shore Athletic Club in Chicago. 1936 qualifizierte er sich als Dritter der US-Ausscheidungswettkämpfe erneut für das Olympiateam. Bei den Olympischen Spielen 1936 in Berlin erreichten Jack Medica und Ralph Flanagan aus der US-Olympiamannschaft das Finale über 1500 Meter Freistil, James Cristy schied im Halbfinale aus.